# Острог (тврђава)
Ова средњовјековна тврђава би требало да одговара положају манастира Острога (манастир са моштима св. Василија) недалеко од Никшића. У близини су се налазили средњовјековне утврде: Оногошт, Сусјед и Будош. У повељи из 1444. године, наводи се „Ostroch, castello con lo contato ali confini de Albania“, односно означава се да је „у близини границе са Албанијом“. У повељи из 1448. године наводи се као „casrum Ostrog“, а у писмену из 1454. као „civitate Ostrocz cum castris et prtinentiis suis“. Ипак само мјесто утврђења није могуће са сигурношћу одредити. Неки сматрају да је то у ствари утврђење „Градац“ , западно од манастира, поред Перућице.